# Ocupação soviética da Bessarábia e Bucovina do Norte
A Ocupação soviética da Bessarábia e Bucovina do Norte ocorreu de 28 de junho a 4 de julho de 1940, como resultado do ultimato da União Soviética à Romênia em 26 de junho, que ameaçava o uso da força. A Bessarábia fazia parte do Reino da Romênia desde a época da Guerra Civil Russa e da Bucovina desde a dissolução da Áustria-Hungria, e Herța era um distrito do Antigo Reino Romeno. Essas regiões, com uma área total de 50 762 km² e uma população de 3 776 309 habitantes, foram incorporadas à União Soviética. Em 26 de outubro de 1940, seis ilhas romenas no braço de Chilia do Danúbio, com uma área de 23,75 km², também foram ocupadas pelo exército soviético.
A União Soviética havia planejado realizar a anexação com uma invasão em grande escala, mas o governo romeno, respondendo ao ultimato soviético entregue em 26 de junho, concordou em se retirar dos territórios para evitar um conflito militar. O uso da força foi considerado ilegal pelas Convenções para a Definição de Agressão de julho de 1933, mas do ponto de vista jurídico internacional, o novo status dos territórios anexados foi finalmente baseado em um acordo formal por meio do qual a Romênia consentiu com o retrocesso da Bessarábia e a cessão da Bucovina do Norte. Como não foi mencionado no ultimato, a anexação do distrito de Herța não foi consentida pela Romênia, e o mesmo se aplicava à subsequente ocupação soviética das ilhas do Danúbio. A Alemanha Nazista, que reconheceu o interesse soviético na Bessarábia em um protocolo secreto ao Pacto Molotov-Ribbentrop de 1939, foi informada antes do ultimato planejado em 24 de junho, mas não informou às autoridades romenas e estava disposta a fornecer apoio. A queda da França, fiadora das fronteiras da Romênia, em 22 de junho, é considerada um fator importante na decisão soviética de emitir o ultimato.
Em 2 de agosto de 1940, a República Socialista Soviética da Moldávia foi proclamada como república constituinte da União Soviética, abrangendo a maior parte da Bessarábia e parte da República Socialista Soviética Autônoma da Moldávia, uma república autônoma da República Socialista Soviética da Ucrânia na margem esquerda do Dniester (agora a Transnístria separatista). A região de Herța e as regiões habitadas por maiorias eslavas (Bucovina do Norte, Bessarábia do Norte e do Sul) foram incluídas na RSS ucraniana. Um período de perseguição política, incluindo execuções, deportações para campos de trabalho forçado e prisões, ocorreu durante a administração soviética.
Em julho de 1941, as tropas romenas e alemãs ocuparam a Bessarábia, a Bucovina do Norte e Herța durante a invasão do Eixo à União Soviética. Uma administração militar foi estabelecida e a população judaica da região foi executada no local ou deportada para a Transnístria, onde um grande número foi morto. Em agosto de 1944, durante a Ofensiva Soviética de Jassy–Kishinev, o esforço de guerra do Eixo na Frente Oriental entrou em colapso. O golpe do rei Miguel em 23 de agosto de 1944 fez com que o exército romeno parasse de resistir ao avanço soviético e se juntasse à luta contra a Alemanha. As forças soviéticas avançaram da Bessarábia para a Romênia, capturaram grande parte de seu exército permanente como prisioneiros de guerra e ocuparam o país. Em 12 de setembro, a Romênia assinou o armistício de Moscou com os Aliados. O armistício e o subsequente tratado de paz de 1947 confirmaram a fronteira soviética-romena como era em 1º de janeiro de 1941.
A Bessarábia, a Bucovina do Norte e Herța permaneceram parte da União Soviética até o seu colapso em 1991, quando se tornaram parte dos novos Estados independentes da Moldávia e da Ucrânia. Em sua declaração de independência de 27 de agosto de 1991, a Moldávia condenou a criação da República Socialista Soviética da Moldávia e declarou que ela não tinha base legal.

## Contexto
Como região histórica, a Bessarábia era a parte oriental do Principado da Moldávia. Em 1812, nos termos do Tratado de Bucareste, a região foi cedida pelo Império Otomano, do qual a Moldávia era estado vassalo, ao Império Russo.

### Relações soviético-romenas no entreguerras

Romênia no entreguerras (1920–1940)

A questão da Bessarábia era de natureza política e nacional. De acordo com o censo de 1897, a região, então gubernia do Império Russo, tinha uma população de 47,6% de moldávios; 19,6% de ucranianos; 8% de russos; 11,8% de judeus; 5,3% de búlgaros; 3,1% de alemães; e 2,9% de gagaúzes. Os números mostraram uma forte diminuição na proporção de moldávios / romenos em comparação com o censo de 1817, que havia sido realizado logo após o Império Russo anexar a Bessarábia em 1812, no qual os moldávios / romenos representavam 86% da população. A diminuição observada no censo de 1897 foi causada pelas políticas russas de colonização de outras nacionalidades e de russificação na Bessarábia.
Durante a Revolução Russa de 1917, um Conselho Nacional foi formado na Bessarábia para administrar a província. O conselho, conhecido localmente como Sfatul Țării, iniciou várias reformas nacionais e sociais e, em 2/15 de dezembro de 1917, declarou a República Democrática da Moldávia uma república autônoma dentro da República Democrática Federativa da Rússia.
O Rumcherod, um conselho rival que era leal ao Soviete de Petrogrado, também foi formado e, no final de dezembro, ganhou o controle da capital, Quixinau, e se autoproclamou autoridade única sobre a Bessarábia. Com o consentimento dos Aliados e, de acordo com a historiografia romena, a pedido do Sfatul Țării, as tropas romenas entraram na Bessarábia no início de janeiro de 1918 e, em fevereiro, empurraram os soviéticos sobre o rio Dniestre. Apesar das declarações posteriores do primeiro-ministro romeno de que a ocupação militar foi consentida pelo governo da Bessarábia, a intervenção foi recebida com protestos pelos habitantes locais, nomeadamente por Ion Inculeț, o presidente do Sfatul Țării, e Pantelimon Erhan, o chefe do executivo provisório da Moldávia. O executivo até autorizou a mal organizada milícia moldava a resistir ao avanço romeno, embora com pouco sucesso. Na sequência da intervenção, a Rússia Soviética rompeu relações diplomáticas com a Romênia e confiscou o Tesouro Romeno, que estava armazenado em Moscou para custódia. Para acalmar a situação, os representantes da Entente em Iași emitiram uma garantia de que a presença do exército romeno era apenas uma medida militar temporária para a estabilização da frente, sem afetar mais a vida política da região. Em janeiro de 1918, a República Popular da Ucrânia declarou sua independência da Rússia, o que deixou a Bessarábia fisicamente isolada do governo de Petrogrado e levou à declaração de independência da República da Moldávia em 24 de janeiro (5 de fevereiro). Alguns historiadores consideram que a declaração foi feita sob pressão romena. Após vários protestos soviéticos, em 20 de fevereiro (5 de março), o primeiro-ministro romeno, general Alexandru Averescu, assinou um tratado com o representante soviético em Odessa, Christian Rakovski, que previa que as tropas romenas fossem evacuadas da Bessarábia em dois meses em troca da repatriação do romeno prisioneiros de guerra mantidos pelo Rumcherod. Depois que o Exército Branco forçou os soviéticos a se retirarem de Odessa e o Império Alemão concordou com a anexação da Bessarábia pela Romênia em um acordo secreto (parte do Tratado de Paz da Buftea) em 5/18 de março, a diplomacia romena repudiou o tratado, alegando que os soviéticos eram incapazes de cumprir suas obrigações.